# Stazione di Franciosa
La stazione di Franciosa è una fermata ferroviaria ubicata sulla ferrovia Battipaglia-Potenza-Metaponto, a servizio della località Franciosa.

## Storia
L'impianto entrò in servizio come semplice raddoppio per l'incrocio dei treni.
Il 2 febbraio 1951 venne tramutato in stazione, abilitata al trasporto di passeggeri e bagagli, anche per collegare la località che serve, in passato difficile da raggiungere con altri mezzi. Successivamente venne trasformato in fermata.

## Strutture e impianti
La fermata è dotata di un fabbricato viaggiatori, un tempo sede dei servizi di stazione ma chiuso dopo l'automatizzazione degli impianti conseguente alla ristrutturazione ed elettrificazione della linea. Oggi non fornisce alcun servizio attivo per i passeggeri.
Il piazzale è composto da un solo binario di corsa.

## Movimento
Nella fermata, al 2024, fermano solo tre treni regionali al mattino ed un autobus il pomeriggio, dal lunedì al venerdì.